# 피의 협곡 학살
피의 협곡 학살은 1950년 8월 12일 6.25 전쟁 중 대한민국 마산 서쪽의 "피의 협곡"에서 발생한 전쟁범죄이다. 조선민주주의인민공화국의 조선인민군 제13연대는 미군 포병 2개 대대를 성공적으로 공격하여 수백 명의 미군을 사살하거나 부상시킨 후, 미군 포로 75명을 사살했다. 이는 낙동강 방어선 전투의 소규모 교전 중 하나였다. 이들 75명은 미 제24보병사단 제555야전포병대대와 미 제25보병사단 제90야전포병대대 출신이다.

## 배경

### 6.25 전쟁 발발
1950년 6월 25일 조선민주주의인민공화국의 대한민국 침공 이후, 유엔은 대한민국을 방어하기 위해 무력을 사용하기로 결의했다. 이에 따라 미국은 조선인민군의 침공을 저지하고 대한민국이 붕괴하는 것을 막기 위해 지상군을 한반도에 파견했다.
미군 최초로 한국에 파견된 부대는 제24보병사단이었다. 이 부대는 조선인민군의 대규모 부대가 도착할 시간을 벌기 위해 초기 조선인민군의 진격을 지연시키는 "충격"을 흡수하는 임무를 맡았다. 그 결과 제1기병사단, 제7보병사단, 제25보병사단과 기타 미국 제8군 지원 부대가 배치될 시간을 벌기 위해 몇 주 동안 홀로 조선인민군을 지연시키려 했다. 스미스 특수임무부대라고 알려진 제24보병사단의 선발대는 7월 5일 미군과 조선인민군 간의 첫 교전인 오산 전투에서 심하게 패배했다. 이 패배 이후 한 달 동안 제24보병사단은 수적으로나 장비면에서 우세한 조선인민군에게 반복적으로 패배하고 남쪽으로 밀려났다. 제24사단 연대들은 전의-조치원 전투, 천안 전투, 평택 전투 등에서 체계적으로 남쪽으로 밀려났다. 제24사단은 대전 전투에서 최후의 저항을 벌였으나 거의 전멸했음에도 불구하고 7월 20일까지 조선인민군을 지연시켰다. 그 무렵 미국 제8군의 전투 부대는 해당 지역을 공격하는 조선인민군 병력과 거의 동등했으며, 새로운 유엔 부대가 매일 도착하고 있었다.
대전이 함락되면서 조선인민군은 포위를 시도하기 위해 낙동강 방어선을 에워싸기 시작했다. 그들은 기갑과 수적 우위를 가지고 유엔군사령부 진지를 향해 진격하여 미군과 대한민국 육군 병력을 반복적으로 격파하고 더 남쪽으로 밀어붙였다.

### 마산 방면 낙동강 방어선

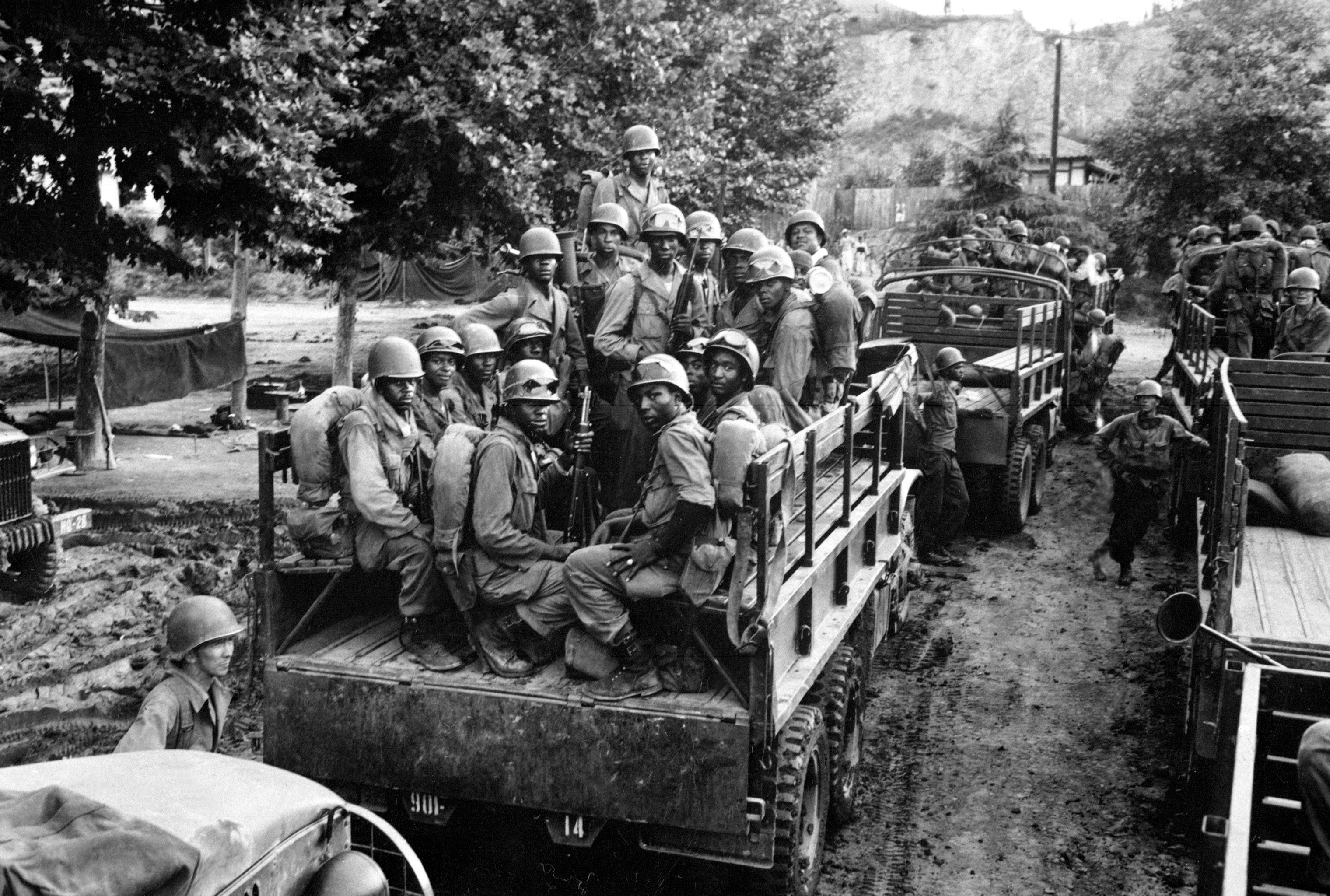
마산 전장으로 이동하는 미 제24보병연대 병사들

월턴 워커 미 육군 중장과 미국 제8군은 8월에 유엔의 전쟁 첫 역공을 준비하기 시작했다. 이 역공은 미 예비 부대의 마산시 지역 공격으로 시작되어 진주시를 조선인민군 제6사단으로부터 확보하고, 월 중순에는 금강까지 더 큰 총공세를 펼치는 계획이었다. 그의 목표 중 하나는 일부 조선인민군 부대를 남쪽으로 우회시켜 대구 지역에 집중된 것으로 의심되는 조선인민군 병력을 분산시키는 것이었다. 8월 6일, 미국 제8군은 미 제25보병사단 사령관 윌리엄 B. 킨 소장의 이름을 딴 킨 특수임무부대의 공격 작전 지침을 발표했다. 킨 특수임무부대는 제25사단에서 제27보병연대와 야전포병대대 하나를 제외한 병력과 제5연대 전투단 및 제1임시해병여단을 포함하여 약 2만 명의 병력으로 구성되었다. 공격 계획은 병력이 마산 인근 진지에서 서쪽으로 이동하여 진주 고개를 점령하고 남강까지 방어선을 확보하도록 요구했다. 그러나 이 공세는 제2보병사단 전체와 미군 전차 3개 대대의 도착에 의존하고 있었다.
킨 특수임무부대는 8월 7일 마산에서 공격을 개시했다. 도시로 들어가는 북쪽 고개이자 이전 전투 장소였던 노치에서 제35보병연대는 조선인민군 보병 500명과 조우하여 격퇴했다. 특수임무부대는 판성으로 진격하여 조선인민군에게 350명의 추가 사상자를 발생시켰다. 그곳에서 그들은 조선인민군 제6사단 본부를 점령했다. 그러나 특수임무부대의 나머지 병력은 적의 저항으로 인해 속도가 느려졌다. 킨 특수임무부대는 진동리 지역으로 계속 압박을 가했고, 이로 인해 혼란스러운 전투가 발생하여 분열된 병력은 효과적인 작전을 유지하기 위해 공습과 공중 보급에 의존해야 했다. 킨 특수임무부대의 공세는 조선인민군 제6사단이 동시에 감행한 공세와 충돌했다.
사흘 동안 이 지역에서 격렬한 전투가 계속되었다. 8월 9일까지 킨 특수임무부대는 진주를 탈환할 준비를 마쳤다. 특수임무부대는 항공 지원을 받아 조선인민군의 강력한 저항에도 불구하고 초기에는 빠르게 진격했다. 8월 10일 해병대가 진격을 재개하면서 우연히 조선인민군 제105기갑사단의 제83차량화연대를 발견했다. 제1해병항공단의 F4U 콜세어는 후퇴하는 부대를 반복적으로 기총소사하여 200명의 사상자를 내고 연대 장비 차량 약 100대를 파괴했다. 그러나 제1임시해병여단 병력은 8월 12일 다른 지역으로 재배치되기 위해 부대에서 철수했다. 킨 특수임무부대는 해군 포병의 지원을 받아 야전포병과 함께 전동리 주변 지역을 점령했다. 그러나 미국 제8군은 여러 부대를 대구로 재배치하여 전선, 특히 낙동강 돌출부에 투입하도록 요청했다.

## 학살

### 봉암리 전투
해병 여단이 남해안 순환 도로를 따라 진주 쪽으로 기동하는 동안, 제5연대 전투단은 진동리를 향해 전선 중앙에서 동시 공격을 계획했는데, 이곳은 제35보병연대와의 합류 지점이었다. 8월 10일, 제5보병연대가 봉암리로 이동하는 동안 항공 관측에서는 전방에 조선인민군 병력 집중이 발견되지 않았다. 그러나 미국 해군 항공기는 봉암리와 북쪽 둔덕 북쪽에서 조선인민군을 발견하고 공격했다. 제1대대는 도로 북쪽을 따라 공격했고, 제2대대는 남쪽을 따라 공격했다. 제1대대는 봉암리 근처 언덕에서 조선인민군과 조우했지만 마을에 진입하여 지휘소를 설치할 수 있었다.
봉암리는 진흙벽과 초가지붕으로 된 오두막집들이 도로 교차로 주변에 옹기종기 모여 있는 마을이었다. 봉암리와 태종리는 고개 동쪽에 200야드(약 180m) 떨어져 있는 작은 마을이었다. 봉암리 북동쪽 약 400야드(약 360m) 지점에는 가파르고 황량한 언덕이 솟아 있었는데, 이 언덕은 도로와 북쪽으로 약 800야드(약 730m) 떨어진 곳에서 평행을 이루는 긴 능선의 끝이었다. 조선인민군은 이 능선을 점령했다. 봉암리 북쪽으로는 500야드(약 450m) 너비의 계곡이 펼쳐져 있었다. 주 도로는 계곡 바닥을 따라 서쪽으로 뻗어 있었고, 이 능선이 북쪽에서 경사진 다른 능선과 합류하는 고개에서 계곡을 벗어나 위로 올라갔다. 봉암리 바로 서쪽에서 두 능선은 300야드(약 270m) 너비의 계곡으로 분리되어 있었다. 북쪽 능선이 더 높았다.
8월 10일, 제5연대 전투단의 제2대대는 봉암리의 이 두 능선 중 남쪽 능선을 점령했고, 제1대대의 B중대와 C중대는 북쪽 능선의 동쪽 부분을 점령했다. 조선인민군은 이 능선의 나머지 부분을 점령하고 고개의 통제권을 다투었다. 낮 동안 연대의 지원 포병대가 올라와 봉암리와 태종리의 개울 바닥과 저지대에 진지를 구축했다. 제555야전포병대대의 A포대는 봉암리의 콘크리트 다리 아래에 배치되었고, B포대는 마을 가장자리의 개울둑을 따라 진지를 구축했다. 본부포대는 마을에 자리 잡았다. 제90야전포병대대(1개 포대 제외)는 남쪽으로 흐르는 개울 서쪽에 배치되었다. 모든 포병대는 동서 도로 북쪽에 있었다. 제5연대 전투단 본부와 제555야전포병대대의 C포대는 동쪽 후방에 배치되었다.
그날 밤, 조선인민군은 제1대대와 봉암리의 포병 진지를 공격했다. 교전은 날이 밝은 후에도 계속되었다. 이 전투 중에 제555야전포병대대장 존 H. 데일리 중령은 A포대와 통신이 두절되었다. 그는 일부 보병의 도움을 받아 제1대대장과 함께 포대에 접근하려 했으나 두 사람 모두 그 과정에서 부상을 입었다. 데일리는 부상이 덜 심했기 때문에 임시로 보병대대 지휘를 맡았다. 날이 갈수록 봉암리에서의 조선인민군 공격은 속도와 기세를 잃고 마침내 멈췄다.
제3대대가 서쪽으로 공격했을 때, 봉암리 동쪽에 있는 제5연대 전투단 본부와 제555야전포병대대 C포대는 근접 보병 보호 없이 남겨져 있었다. 조선인민군은 밤 동안 봉암리가 공격받는 동시에 그들을 공격했지만, 연대 본부와 C포대는 공격을 격퇴할 수 있었다. 11일 아침, 근접 공습은 조선인민군을 산으로 몰아내는 데 도움이 되었다. 제2대대 본부도 공격을 받았지만 예비 병력의 도움으로 격퇴되었다.
연대를 봉암리를 지나 서쪽으로 이동시키는 계획은 제1대대가 북쪽 능선과 고개를 확보한 후 제2대대가 남쪽 능선에서 철수하고 이동을 시작하는 것이었다. 연대 수송대는 그 뒤를 따르고 다음은 포병이었다. 제1대대는 그 다음으로 이탈하여 대형의 후방을 엄호하기로 되어 있었다. 제1대대는 봉암리 서쪽 도로 북쪽의 능선을 정리하고, 고개를 확보하고, 전투단이 고개를 통과하여 서쪽으로 이동하는 것을 보호한 다음, 그 뒤를 따르라는 명령을 받았다. 해질녘 직전, B중대는 계곡의 머리로 이동하여 고개 북쪽을 내려다보는 오른쪽 언덕을 공격했다. 동시에 C중대는 북쪽 능선을 따라 서쪽으로 공격했다. 포병과 제2대대의 모든 가용 무기가 공격을 지원했고, 해질녘 전에 B중대는 고개 북쪽의 고지를 점령하고 점유했다. A중대 1개 소대(전차 1개 소대 증강)는 둔덕 도로의 봉암리 북쪽 진지에 남아 그 방향에서 도로 교차점 마을과 포병 진지를 보호했다. A중대의 나머지는 제2대대가 오후 9시에 그곳에서 서쪽으로 이동하기 시작하기 위해 철수할 때 남쪽 능선에서 제2대대를 교대했다.

### 이동
8월 10일 밤부터 11일 낮까지 격렬한 전투가 벌어진 결과, 연대장은 연대 수송대와 포병을 낮 동안 고개를 통해 안전하게 이동시킬 수 없다고 판단하여 그날 밤에 이동할 계획을 세웠다. 그러나 그날 오후, 킨 장군은 사단이 신속하게 전진하기를 원했고, 제24보병연대 대대 하나가 와서 우측 북쪽 측면을 보호할 것이라고 말했다. 킨 장군은 반대 의견에도 불구하고 봉암리 근처에 상당한 적군 병력이 있다고는 생각하지 않은 것으로 보인다.
밤 9시경, 제2대대, 제555대대 C포대, 그리고 수송대가 도로에서 대형을 갖추고 있을 때, 킨은 지휘관들에게 제2대대와 포병 1개 포대를 즉시 고개를 통과시켜 이동시키고, 나머지 병력은 날이 밝을 때까지 제자리에 대기시키라고 명령했다. 즉시 제2대대는 고개를 통과했고, 고개를 넘어서자마자 연대 나머지 부대와 통신이 두절되었다. 사실상 제2대대는 연대 나머지 부대의 선봉대라고 생각했지만, 단독으로 움직였으며, 공격을 받더라도 서로 지원할 수 없었다. 제2대대와 C포대, 본부포대가 이동하는 동안 데일리는 두 번째 부상을 입고 후송되었다. 제2대대는 자정 전에 고개를 통과했다. 서쪽에서 가벼운 공격을 받았지만, 태종리까지 계속 진격하여 밤새도록 그곳에 주둔했다.
8월 11일 낮과 저녁 동안 봉암리에서 이러한 사건이 일어나는 동안, 진동리 방향으로 향하는 주요 보급로는 저격 공격과 정찰 공격을 받고 있었다. 미군 전차 3대와 돌격포 1대가 보급 수송대를 전방 진지로 호위했다. 8월 11일 자정까지, 105mm 곡사포를 발사하는 제555야전포병대대와 봉암리 및 태종리에 배치된 제90야전포병대대의 본부포대 및 A포대 근처에는 도로 북쪽에 제1대대만이 있었다. 연대 본부와 제159야전포병대대의 포들은 그들 뒤쪽 도로를 따라 1마일(약 1.6km) 떨어진 곳에 배치되었다.
8월 12일 오전 1시경, 제2대대는 북쪽 능선의 C중대와 연락이 두절되었고, 그 지역에서 전투 소리가 들렸다. 전화와 무전으로 중대에 연락하려는 추가 노력이 실패하자 대대장은 연락병과 전선반을 보내 연락을 재확립하려 했다. 그는 그 후 수송대와 포병을 고개를 통해 서쪽으로 신속하게 이동시킬 것을 촉구했다. 그러나 연대장은 날이 밝은 후까지 기다리라는 사단 명령을 마지못해 고수했다. 연락병들은 돌아와 중대를 찾을 수 없다고 말했다. 전선반은 실종되었다. 대대 참모들은 다시 중대 지역에서 전투 소리를 들었다. 그들은 또한 그곳에서 조명탄을 보았다. 이는 조선인민군 병력이 그곳을 점령하고 연합군 부대에 신호하는 것으로 해석되었다. 사단에 여전히 연락할 수 없었던 제5보병연대는 이제 더 이상 지체하는 것은 너무 위험하다고 판단하여 사단의 날이 밝을 때까지 기다리라는 명령에도 불구하고 여전히 어두울 때 수송대와 포병을 서쪽으로 이동시키기로 결정했다. 사단에서 약속한 제24보병연대 대대는 도착하지 않았다. 오전 4시경 수송대가 출발했다. 그 뒤를 포병이 따르고, 그 다음으로 제1대대가 후방을 맡을 예정이었다. 그동안 대대는 고개를 열어두고 연대 종대를 보호해야 했다. 수송대가 고개를 통과하는 데는 20분이면 충분했겠지만, 실제로는 몇 시간이 걸렸다. 날이 밝기 한 시간여 전에는 어떤 차량도 한 번에 10-20피트(약 3-6m) 이상 움직이지 못했다. 이러한 상황을 야기한 요인 중 하나는 의무대가 제1대대 지휘소 근처의 위치에서 종대 안으로 진입하려 할 때 발생했다. 구급차가 도랑에 걸려 뒤에 있는 모든 차량을 멈추게 했고, 구급차가 빠져나올 때까지 움직일 수 없었다.

### 포병 포위
이때쯤, 날이 밝자마자 조선인민군 보병대가 마을에 남아 있던 포병대를 사실상 포위하기 위해 접근했다. 조선인민군 제6사단 제13연대는 이제 제555야전포병대대와 제90야전포병대대 진지를 세 방향에서 맹렬히 공격했다. 공격은 갑자기 엄청난 위력으로 다가왔다. 종대에 있던 병사들은 봉암리 북쪽 계곡의 비포장 도로에서 전차 2대와 자주포 여러 대가 마을과 포병 진지를 향해 발사하는 것을 목격했다.
전차 소대와 A중대 보병 소대가 도로 차단선 진지에서 철수함으로써 조선인민군 기갑 부대가 탐지되지 않고 방해받지 않은 채 거의 근접 사거리까지 접근할 수 있었고, 이는 완전히 재앙적인 결과를 초래했다. 제555대대의 진지는 개방되어 이 사격에 노출되어 있었다. 제90대대의 진지는 지형적 특징에 의해 부분적으로 보호되었다. 제555야전포병대대의 곡사포는 조선인민군 기갑 부대를 비효율적으로 공격했다. 제90대대는 전차와 자주포를 공격하기에 충분히 곡사포를 낮출 수 없었다. 제555대대 포 중 일부는 직격탄을 맞았다. 이 대대의 많은 포병들은 건물과 태종리의 다리 아래에서 엄폐물을 찾았다. 일부 건물은 불이 붙었다.
조선인민군 기갑부대가 북쪽에서 길을 따라 내려와 포병 진지를 공격한 직후, 조선인민군 보병은 제555포병대대 진지에 근접하여 소총과 자동화기로 병사들을 사격했다. 105mm 곡사포 중 3문은 날이 밝은 후에도 몇 시간 동안, 아마도 오전 9시까지 계속 발사할 수 있었다. 그 후 조선인민군은 제555대대 진지를 점령했다. 제90야전포병대대도 거의 비슷한 재앙을 겪었다. 새벽 전 공격 초기에 조선인민군은 155mm 곡사포 2문과 A포대의 탄약 트럭 여러 대에 직격탄을 날렸다. 오직 보병으로서 결연하게 싸우고, 경계선에 기관총을 배치하고, 소총수로 참호에 들어가서야 대대 병력은 조선인민군 공격을 격퇴할 수 있었다.
날이 밝자, F4U 콜세어 전투기가 날아와 조선인민군 집결지를 기총소사하고 로켓포를 발사했다. 이러한 근접 항공 지원에도 불구하고, 포병 진지는 9시까지 유지할 수 없었다. 제90대대의 생존자들은 부상자들을 몇 대 남지 않은 가동 트럭에 실었다. 그런 다음, 부상당하지 않은 병사들이 엄호 사격을 하고 미국 공군(USAF) F-51 머스탱 전투기가 조선인민군을 기총소사하는 동안, 대대는 걸어서 철수했다. 생존자들은 전투기의 맹렬한 근접 공격 덕분에 철수가 가능했다고 말했다. 조선인민군의 사격으로 봉암리 다리 동쪽의 거의 모든 차량이 파괴되거나 불에 탔다.

### 학살
군인들이 적의 성공적인 공격이 일어난 장소에 붙인 이름인 "피의 협곡"에서, 8월 12일 제555야전포병대대는 그곳에 있던 두 사격 포대의 곡사포 8문 전부를 잃었다. 제90야전포병대대는 A포대의 155mm 곡사포 6문 전부를 잃었다. 공격 다음 날, 대대 병력의 20%만이 근무 중이었다. 대대는 당시 포 진지에서 75명에서 100명의 포병이 사망하고 80명이 부상당했으며, 이들 중 상당수는 탈출할 수 없었던 것으로 추정했다. 제90야전포병대대는 피의 협곡에서 전사자 10명, 부상자 60명, 실종자 약 30명을 잃었는데, 이는 본부 및 A포대 인원 절반 이상에 해당한다.
신속한 공격으로 조선인민군 병력은 마을에 있던 4개 포병 포대를 포위하여 사실상 파괴했는데, 이곳은 현재 "피의 협곡"으로 알려져 있다. 조선인민군은 공격으로 수백 명의 미군 병사들을 죽이거나 부상 입힌 것 외에도, 파괴된 병력의 마지막 생존자들을 사로잡을 수 있었다. 제555야전포병대대 병사 55명과 제90야전포병대대 병사 20명이었다. 두 차례의 별도 사건에서 이들 모두가 학살되었다. 제555야전포병대대 병사들은 인근 태종리에 모였다. 조선인민군은 그들 모두에게 집 안으로 들어가라고 명령한 뒤 기관총으로 전원을 사살하여 55명 모두를 죽였다. 별도의 장소에서 제90야전포병대대의 생존자 20명은 머리에 총을 맞아 처형되었다. 시신은 유엔군이 낙동강 방어선 돌파 이후 해당 지역을 탈환할 때까지 5주 동안 수습되지 못했다.

## 여파

### 미국의 대응
피의 협곡에서의 사망자들과 그 뒤를 이은 303고지 학살은 유엔군 사령관 더글러스 맥아더 장군이 8월 20일 조선인민군에게 만행을 규탄하는 방송을 하게 했다. 미국 공군은 조선인민군 지휘관들에게 수많은 전단을 뿌렸다. 맥아더는 북한군 고위 지휘관들에게 이 사건과 다른 모든 전쟁범죄에 대한 책임을 물을 것이라고 경고했다.
이 심각하고 보편적으로 인정된 지휘 책임을 이행함에 있어 귀관과 귀관의 고위 야전 지휘관들의 무위는 그러한 만행을 묵인하고 조장하는 것으로만 해석될 수 있으며, 만약 즉시 시정되지 않는다면 나는 전쟁의 규칙과 선례에 따라 귀관과 귀관의 지휘관들에게 형사적 책임을 물을 것이다.

—더글러스 맥아더 육군 원수가 북한군에 대한 방송에서 이 사건에 대해 마지막으로 언급한 내용.

피의 협곡 사건은 미군이 조선인민군 병사들이 저질렀다고 비난하는 일련의 만행 중 첫 번째에 불과했다. 1953년 후반, 조지프 매카시가 이끄는 미국 상원 정부 운영 위원회는 6.25 전쟁 내내 발생했다고 보고된 최대 1,800건의 전쟁범죄 혐의에 대해 조사를 실시했다. 미국 정부는 조선인민군이 제네바 협약 조항을 위반했다고 결론짓고 그들의 행동을 비난했다.

### 조선민주주의인민공화국의 대응
역사학자들은 조선인민군 최고사령부가 전쟁 초기에 포로 살해를 승인했다는 증거는 없다는 데 동의한다. 303고지 학살과 유사한 만행들은 "통제되지 않는 소규모 부대, 복수심에 불타는 개인, 또는 포로를 잡는 자들이 직면한 불리하고 점점 절박해지는 상황" 때문에 자행된 것으로 여겨진다. 군사 역사가인 T. R. 페렌바크는 이 사건에 대한 분석에서 이러한 사건을 저지른 조선인민군 병사들은 제2차 세계 대전까지 일본 제국의 억압적인 군대 통치로 인해 수십 년 동안 포로 고문과 처형에 익숙했을 가능성이 있다고 썼다.
1950년 7월 28일, 조선인민군 제3사단장 이영호 장군은 총사령관 김책과 조선인민군 전방총사령관 최용건이 서명한 포로 대우에 관한 명령을 전달했는데, 이는 포로 살해를 "엄격히 금지"한다고 명시했다. 그는 각 부대의 문화부에 이 규칙을 부대원들에게 알리도록 지시했다.

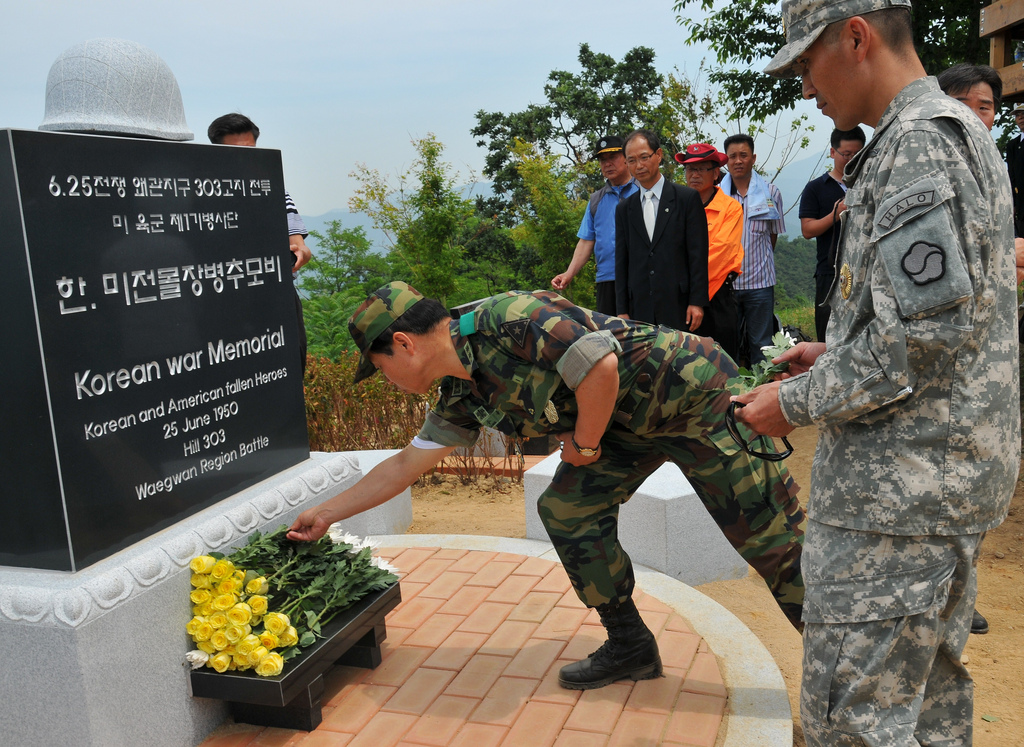
미군과 대한민국 육군 병사들이 303고지에 세워진 기념비 앞에 장미를 바치고 있다.

사건 이후 압수된 문서에 따르면 조선인민군 지도자들은 일부 병사들의 행동을 알고 있었고 우려하고 있었다. 8월 16일자 조선인민군 제2사단 문화부에서 발행한 명령에는 부분적으로 "아직도 항복하러 오는 적군을 학살하는 자들이 있다. 그러므로 병사들에게 포로를 잡고 친절하게 대우하도록 교육하는 책임은 각 부대의 정치부에 있다"고 명시되어 있었다.

## 같이 보기
- 서울의대 부속병원 학살 사건
- 303고지 학살

### 인용
1. ↑  Varhola 2000, 3쪽
2. 1 2  Alexander 2003, 52쪽
3. ↑  Catchpole 2001, 15쪽
4. 1 2  Varhola 2000, 4쪽
5. ↑  Alexander 2003, 90쪽
6. ↑  Alexander 2003, 105쪽
7. ↑  Fehrenbach 2001, 103쪽
8. ↑  Appleman 1998, 222쪽
9. ↑  Appleman 1998, 126쪽
10. ↑  Appleman 1998, 265쪽
11. ↑  Appleman 1998, 267쪽
12. ↑  Appleman 1998, 269쪽
13. ↑  Appleman 1998, 127쪽
14. ↑  Alexander 2003, 128쪽
15. ↑  Appleman 1998, 270쪽
16. ↑  Appleman 1998, 271쪽
17. ↑  Appleman 1998, 272쪽
18. 1 2  Fehrenbach 2001, 127쪽
19. ↑  Appleman 1998, 273쪽
20. ↑  Appleman 1998, 274쪽
21. ↑  Alexander 2003, 129쪽
22. ↑  Catchpole 2001, 24쪽
23. ↑  Alexander 2003, 130쪽
24. ↑  Appleman 1998, 275쪽
25. 1 2 3 4  Appleman 1998, 276쪽
26. 1 2 3 4 5  Appleman 1998, 277쪽
27. ↑  Catchpole 2001, 25쪽
28. 1 2 3  Appleman 1998, 278쪽
29. 1 2  Appleman 1998, 279쪽
30. 1 2 3  Appleman 1998, 280쪽
31. ↑  Appleman 1998, 281쪽
32. 1 2  Appleman 1998, 282쪽
33. ↑  Appleman 1998, 283쪽
34. ↑  Appleman 1998, 284쪽
35. 1 2  Appleman 1998, 285쪽
36. 1 2  Appleman 1998, 286쪽
37. ↑  Appleman 1998, 349쪽
38. 1 2  Alexander 2003, 144쪽
39. 1 2 3 4  Appleman 1998, 350쪽
40. 1 2  Fehrenbach 2001, 136쪽
41. ↑  Millett 2010, 160쪽
42. ↑  McCarthy 1954, 1쪽
43. ↑  Bell, James (1950년 8월 28일). “Massacre at Hill 303”. 《타임》. ISSN 0040-781X. 2009년 11월 12일에 원본 문서에서 보존된 문서.
44. ↑  McCarthy 1954, 16쪽
45. ↑  Fehrenbach 2001, 137쪽